# Господарят на небесата
Господарят на небесата (на испански: El senor de los cielos) e американска испаноезична теленовела, продуцирана от Телемундо Глобал Студиос и Аргос Комуникасион и записана изцяло в Мексико. През първия сезон колумбийската телевизионна станция Каракол Телевисион също участва в продукцията. Теленовелата е написана от Луис Зелкович и Мариана Каласо по оригиналната история на Андрес Лопес Лопес.
Теленовелата е вдъхновена от живота на мексиканския наркотрафикант Амадо Карийо, чието име в продукцията е променено на Аурелио Касияс. Рафаел Амая е в ролята на главния герой, като участват множество други актьори.

## Сюжет

### Първи сезон
Аурелио Касияс е мъж от скромен произход. Със своята безкрайна воля и смел характер се превръща от един беден селянин в един от най-богатите мъже на света и в най-могъщия наркотрафикант. Неговият живот се превръща в стремеж за оцеляване, когато многобройните му врагове започват да го преследват и е издирван от DEA. След това той осъзнава, че единственият изход е да започне нов живот като нов човек и решава да смени лицето си, чрез пластична операция. Аурелио открива, че след като веднъж е избрал опасния път към богатството, връщане назад няма.

### Втори сезон
Докато целият свят си мисли, че Аурелио е мъртъв след операцията, той се завръща с целта да си отмъсти и да премахне всичките си врагове. Той смята Чема Венегас за най-големия си враг, тъй като иска да измести Аурелио и да се превърне в новия „Господар на небесата“. Тази война може да се превърне и в лична, заради интереса на Чема към дъщерята на Аурелио – Рутиля.

## Актьорски състав

### Главни роли
- Рафаел Амая (Rafael Amaya) – Аурелио Касияс
- Химена Ерера (Ximena Herrera) – Химена Летран
- Фернанда Кастийо (Fernanda Castillo) – Моника Роблес
- Кармен Виялобос (Carmen Villalobos) – Леонор Байестерос
- Габриел Порас (Gabriel Porras) – Марко Мехия
- Маурисио Очман (Mauricio Ochmann) - Хосе Мария Венегас „Чема“ [2]
- Марлене Фавела (Marlene Favela) – Виктория Наварес „La Gober“
- Раул Мендес (Raul Mendez) – Виктор Кастияс „Чакорта“
- Робинсон Диас (Robinson Diaz) – Милтън Хименес „Ел Кабо“

### Поддържащи роли
- Анхелика Селая (Angelica Celaya) – Еухения Касас
- Сара Коралес (Sara Corrales) – Матилде Рохас
- Родолфо Валдес (Rodolfo Valdes) – Алехандро Негрете
- Лиса Оуен (Lisa Owen) – Доня Алба
- Мануела Гонсалес (Manuela Gonzales) – Лей Кадена
- Ерика де ла Роса (Erika de la Rosa) – Елса Марин
- Кармен Ауб (Carmen Aub) – Рутиля Касияс (вече пораснала)
- Терина Ейнджъл (Terina Angell) – Рутиля Касияс (като малка)
- Артуро Барба (Arturo Barba) – Али Бенхомеа „Турчинът“
- Хавиер Диас Дуеняс (Javier Diaz Duenaz) – Дон Анаклето „Клето“ Летран
- Марко Перес (Marco Perez) – Гуадалупе Роблес
- Фабиан Пеня (Fabian Pena) – Хесус Линарес
- Андрес Пара (Andres Parra) – Пабло Ескобар
- Фернандо Солорсано (Fernando Solorzano) – Оскар Кадена
- Хуан Риос (Juan Rios) – генерал Даниел Хименес Аройо
- Росио Вердехо (Rocio Verdejo) – Дорис де Хименес
- Бианка Калдерон (Bianca Calderon) – Роксана Монтрагон
- Софи Гомез (Sophie Gomez) – Ирина Бородин
- Гилермо Кинтания (Guillermo Quintanilla) – Исидро Роблес
- Руи Сендерос (Ruy Senderos) – Ериберто Касияс
- Аманда Роса (Amanda Rosa) – Ракел
- Томи Васкес (Tommy Vasquez – Алваро Хосе Перес „Tijera“
- Емануел Орендай (Emanuel Orenday) – Грегорио Понте

## В други страни
| Държава                | Алтернативно име/Превод              | Канал           | Премиера          | Излъчване          |
| ---------------------- | ------------------------------------ | --------------- | ----------------- | ------------------ |
| САЩ                    | El Senor de los Cielos (първи сезон) | Telemundo       | 15 април 2013     | Понеделник – Петък |
| Пуерто Рико            | El Senor de los Cielos (първи сезон) | Telemundo PR    | 29 април 2013     | Понеделник – Петък |
| Хондурас               | El Senor de los Cielos (първи сезон) | HTV Mundo       | 29 април 2013     | Понеделник – Петък |
| Коста Рика             | El Senor de los Cielos (първи сезон) | Teletica        | 27 май 2013       | Понеделник – Петък |
| Доминиканска република | El Senor de los Cielos (първи сезон) | Telesistema     | 26 април 2013     | Понеделник – Петък |
| Никарагуа              | El Senor de los Cielos (първи сезон) | Televicentro    | 16 септември 2013 | Понеделник – Петък |
| Венецуела              | El Senor de los Cielos (първи сезон) | Venevision Plus | 24 септември 2013 | Понеделник – Петък |
| Еквадор                | El Senor de los Cielos (първи сезон) | Teleamazonas    | 1 септември 2013  | Понеделник – Петък |
| Аржентина              | El Senor de los Cielos (първи сезон) | Canal 9         | 10 март 2014      | Понеделник – Петък |
| Мексико                | El Senor de los Cielos (първи сезон) | Unicable        | 7 април 2014      | Понеделник – Петък |

## Награди
| Категория                    | Актьор       | Резултат  |
| ---------------------------- | ------------ | --------- |
| Най-добра главна женска роля | Химена Ерера | Номиниран |
| Най-добра главна мъжка роля  | Рафаел Амая  | Номиниран |

| Категория                           | Актьор/Продукция              | Резултат  |
| ----------------------------------- | ----------------------------- | --------- |
| Теленовела на годината              | Господарят на небесата        | Номиниран |
| Любим главен герой                  | Рафаел Амая                   | Номиниран |
| Любима главна героиня               | Химена Ерера                  | Номиниран |
| Най-добър злодей                    | Робинсон Диас                 | Победител |
| Най-добра злодейка                  | Фернанда Кастийо Сара Коралес | Номиниран |
| Най-добра актриса в поддържаща роля | Анхелика Селая                | Номиниран |
| Най-добър актьор в поддържаща роля  | Раул Мендес                   | Номиниран |
| Перфектна двойка                    | Рафаел Амая и Химена Ерера    | Номиниран |
| Заслужил актьор                     | Гилермо Кинтания              | Номиниран |

Специална награда – El Mero Mero – Рафаел Амая
| Категория                           | Актьор/Продукция       | Резултат  |
| ----------------------------------- | ---------------------- | --------- |
| Най-добър актьор                    | Рафаел Амая            | Номиниран |
| Най-добра актриса                   | Химена Ерера           | Номиниран |
| Най-добра злодейка                  | Фернанда Кастийо       | Номиниран |
| Най-добра актриса в поддържаща роля | Кармен Виялобос        | Номиниран |
| Най-добра теленовела                | Господарят на небесата | Номиниран |

| Категория                  | Актьор/Продукция               | Резултат   |
| -------------------------- | ------------------------------ | ---------- |
| Теленовела на годината     | Господарят на небесата 2       | номиниран  |
| Любима главна актриса      | Кармен Виялобос Химена Ерера   | номиниран  |
| Любим главен актьор        | Рафаел Амая                    | победител  |
| Най-добро лошо момче       | Маурисио Очман                 | номиниран  |
| Най-добро лошо момиче      | Фернанда Кастийо Сара Коралес  | номинирана |
| Най-добър поддържащ актьор | Раул Мендес Томи Васкес        | номиниран  |
| Перфектната двойка         | Рафаел Амая и Фернанда Кастийо | номиниран  |

## Епизоди
| Сезон | Сезон | Епизоди | Оригинално излъчване | Оригинално излъчване |
| Сезон | Сезон | Епизоди | Премиера             | Финал                |
| ----- | ----- | ------- | -------------------- | -------------------- |
|       | 1     | 74      | 15 април 2013        | 5 август 2013        |
|       | 2     | 84      | 27 май 2014          | 22 септември 2014    |
|       | 3     | 104     | 21 април 2015        | 21 септември 2015    |
|       | 4     | 80      | 28 март 2016         | 18 юли 2016          |
|       | 5     | 95      | 20 юни 2017          | 2 ноември 2017       |
|       | 6     | 99      | 8 май 2018           | 24 септември 2018    |
|       | 7     | 75      | 14 октомври 2019     | 31 януари 2020       |